# Pekan Tolan
Pekan Tolan is een bestuurslaag in het regentschap Labuhan Batu Selatan van de provincie Noord-Sumatra, Indonesië. Pekan Tolan telt 3738 inwoners (volkstelling 2010).